# Besserstellungsverbot
Das Besserstellungsverbot legt fest, dass Empfänger von Zuwendungen ihre Mitarbeiter nicht besser vergüten dürfen als vergleichbare Angestellte des Zuwendungsgebers, was häufig einer Vergütung nach dem Tarifvertrag für den öffentlichen Dienst entspricht. Entsprechende Regelungen finden sich in den Allgemeinen Nebenbestimmungen der jeweiligen Zuwendungsbescheide und beruhen auf Verwaltungsvorschriften zu § 44 der harmonisierten Haushaltsordnungen des Bunds und der Länder (z. B. § 44 Bundeshaushaltsordnung).
Das Besserstellungsverbot gilt bei Empfängern institutioneller Förderung grundsätzlich, bei Empfängern von Projektförderung nur, wenn die Gesamtausgaben des Zuwendungsempfängers überwiegend aus Zuwendungen der öffentlichen Hand bestritten werden. Es wird für die Verwaltung im jährlich verabschiedeten Haushaltsgesetz festgelegt (z. B. § 8 Abs. 2 Haushaltsgesetz 2021) und wird aus dem Subsidiaritätsprinzip abgeleitet. Diese Rechtsnorm bindet nur die Verwaltung; für den Zuwendungsempfänger wird sie erst durch eine entsprechende Integration der anzuwendenden Allgemeinen Nebenbestimmung Bestandteil des Bewilligungsbescheides und damit verbindlich.
Die Überprüfung der Einhaltung des Besserstellungsverbots gestaltet sich in der Praxis als schwierig, weil sowohl auf Bundes- wie auf Landesebene keine einheitlichen Kriterien und keine einheitlichen Vorschriften zu deren Anwendung existieren. Vielmehr sind Fördermittelgeber oder Preisprüfungsbehörden auf sich allein gestellt, wenn sie Überprüfungen der Einhaltung des Besserstellungsverbots für einzelne Zuwendungen durchführen. Das führt dazu, dass bei Zuwendungsempfängern vorliegende Sachverhalte von einzelnen Prüfinstanzen regelmäßig abweichend bewertet werden, auch weil einzelne Kriterien fallweise aggregiert betrachtet werden oder als Einzelkriterium (bei Vergütung z. B. Gehalt, Versorgung, vermögenswirksame Leistung, Urlaub etc.). Der Bundesrechnungshof hat bereits 2016 diese Thematik adressiert und angeregt, dass der Haushaltsgesetzgeber eine Änderung der Nebenbestimmungen für Projektförderung zulässt, um summarische Betrachtung von fixen Gehaltsbestandteilen zuzulassen.